# Composició IV
Composició IV és una pintura a l'oli d'estil abstracte, realitzada per Vassili Kandinski l'any 1911 i que actualment es conserva al Kunstsammlung Nordhein-Westfalen de Düsseldorf.

## Context
Durant els anys 1910 fins al principi de la Primera Guerra mundial, va ser l'època en què la pintura de Kandinski va abandonar l'obra figurativa, i fou en aquesta data també quan va començar a interessar-se per la teosofia que va aportar referències espirituals al seu treball pictòric. La seva proposta abstracta ocupa un lloc privilegiat en la història de l'art contemporani dintre del primer moviment abstracte; aquesta proposta va ser semblant a altres moviments d'avantguarda sorgits per aquestes mateixes dates com el constructivisme o el neoplasticisme, els quals també van reivindicar un procés d'abstracció progressiva en virtut de com les formes s'anirien reduint a línies rectes horitzontals i verticals, i els colors al negre, el blanc, el gris i els tres primaris.

La utilització de noms musicals per a les seves obres, «composició», «improvisació» o «sonoritat», era deguda a una concepció sinestèsica en què l'equivalència entre diversos ordres perceptius com són imatges i sons o gusts i olors, s'aprecia en l'obra de Kandisnki en el seu interès per la música que va tractar d'unir a la seva pintura. Els colors els va associar a sons i harmonies i també a estats d'ànim; totes aquestes idees, les va expressar el pintor en el seu tractat De l'espiritualitat en l'art, publicat l'any 1911, la mateixa data de l'obra Composició IV.
| «                                                | ...el color és un mitjà per a exercir una influència directa sobre l'ànima. El color és la tecla. L'ull és el martell temperant. L'ànima és un piano amb moltes cordes. L'artista és la mà que, mitjançant una tecla determinada, fa vibrar adequadament l'ànima humana. | » |
| — Kandinski (1911) De l'espiritualitat en l'art. | |   |

## Biografia de l'autor
Wassily Kandinsky és considerat el pioner en la creació de l'art abstracte. Després d'abandonar la carrera d'advocat, es va traslladar a Múnic, a l'edat de 30 anys, per començar una trajectòria artística en la qual va obtenir un ampli reconeixement. Cofundador juntament amb Franz Marc del grup expressionista alemany El genet blau l'any 1911, va arribar a l'abstracció en una data no gaire precisa, entre 1910 i el 1913, amb la creació de la primera aquarel·la abstracta.
El començament de la Primera Guerra mundial el va dur a tornar a Moscou, on va rebre nombrosos reconeixements acadèmics. No obstant això, la no adhesió als principis artístics del règim comunista portaren Kandinsky a tornar a Alemanya l'any 1921, reclamat per l'escola d'arts de la Bauhaus. En aquest centre de disseny va exercir com a professor entre els anys 1922 i 1933, i va desenvolupar en la seva obra un estil abstracte de tendència geomètrica. La pressió del nazisme a Alemanya el va fer viatjar a París, on va desenvolupar una obra pròxima al surrealisme.

## Composició
En aquesta pintura Kandinski prescindeix gairebé completament de la figuració, solament la presència esbossada, com una plantilla a la part dreta de la pintura, de dues figures formen part més de la composició per a l'harmonia de colorit que realment d'una funció figurativa. La clau cromàtica de l'obra està sotmesa al punt de la representació de l'arc de Sant Martí que es veu a la part esquerra sortint entre les muntanyes, són els acords que empra en tot aquest quadre el blau, groc i verd amb tocs de vermells.